# Elachertus pilosiscuta
Elachertus pilosiscuta är en stekelart som beskrevs av Boucek 1971. Elachertus pilosiscuta ingår i släktet Elachertus och familjen finglanssteklar. Arten är reproducerande i Sverige. Inga underarter finns listade i Catalogue of Life.